# Parasitorhabditus opaci
Parasitorhabditus opaci är en rundmaskart. Parasitorhabditus opaci ingår i släktet Parasitorhabditus och familjen Rhabditidae. Inga underarter finns listade i Catalogue of Life.